# 야양 C. 누르
야양 C. 누르(인도네시아어: Jajang C. Noer, 1952년 6월 28일 ~ )는 인도네시아의 배우이다. 프랑스 태생으로 본명은 리디아 주니타 파몬착(Lidia Djunita Pamontjak)이다.

## 영화
- 레터스 프롬 프라하 (2016년)
- 커피의 맛 (2015년)
- 위 아 몰루칸 (2014년)
- 아살라무알라이쿰 베이징 (2014년)
- 원 데이 웬 더 레인 폴스 (2012년)
- 눈가리개 (2012년) - 아시마 역
- 사람들은 나를 원숭이라 부른다 (2007년)